# Almaty Open 2024
L'Almaty Open 2024 è stato un torneo di tennis giocato su campi in cemento al coperto. È stata la quinta edizione del torneo (trasferitosi quest'anno da Astana ad Almaty), facente parte della categoria ATP Tour 250 nell'ambito dell'ATP Tour 2024. Il torneo si è disputato alla Almaty Arena di Almaty, in Kazakistan, dal 14 al 20 ottobre 2024.

## Partecipanti al singolare

### Teste di serie
| Nazionalità | Giocatore           | Ranking* | Testa di serie |
| ----------- | ------------------- | -------- | -------------- |
| Stati Uniti | Frances Tiafoe      | 17       | 1              |
| Cile        | Alejandro Tabilo    | 23       | 2              |
|             | Karen Chačanov      | 25       | 3              |
| Argentina   | Francisco Cerúndolo | 31       | 4              |
| Rep. Ceca   | Tomáš Macháč        | 33       | 5              |
| Cina        | Zhang Zhizhen       | 41       | 6              |
| Ungheria    | Fábián Marozsán     | 48       | 7              |
| Francia     | Adrian Mannarino    | 53       | 8              |

* Ranking al 30 settembre 2024.

### Altri partecipanti
I seguenti giocatori hanno ricevuto una wildcard per il tabellone principale:
- Justin Engel
- Timofej Skatov
- Beibit Žukaev

Il seguente giocatore è entrato in tabellone attraverso il programma Next Gen per giocatori under 20 e con ranking in top 250:
- Coleman Wong

I seguenti giocatori sono entrati nel tabellone principale passando dalle qualificazioni:

- Daniel Evans
- Michail Kukuškin
- Benjamin Hassan
- Aslan Karacev

### Ritiri
Prima del torneo
- Aleksandr Bublik → sostituito da  Aleksandar Vukic
- Flavio Cobolli → sostituito da  Otto Virtanen
- Arthur Fils → sostituito da  Tarō Daniel
- Sebastian Korda → sostituito da  Maximilian Marterer

## Partecipanti al doppio

### Teste di serie
| Nazione     | Giocatore         | Nazione     | Giocatore       | Ranking* | Testa di serie |
| ----------- | ----------------- | ----------- | --------------- | -------- | -------------- |
| Stati Uniti | Nathaniel Lammons | Stati Uniti | Jackson Withrow | 40       | 1              |
| Francia     | Sadio Doumbia     | Francia     | Fabien Reboul   | 57       | 2              |
| India       | Yuki Bhambri      | Francia     | Albano Olivetti | 87       | 3              |
| Argentina   | Guido Andreozzi   | India       | Sriram Balaji   | 113      | 4              |

* Ranking al 30 settembre 2024.

### Altri partecipanti
Le seguenti coppie di giocatori hanno ricevuto una wildcard per il tabellone principale: 
- Aleksandr Ševčenko /  Timofej Skatov
- Denis Evseev /  Beibit Žukaev

La seguente coppia di giocatori è entrata in tabellone come alternate:
- Alibek Kačmazov /  Benjamin Lock

### Ritiri
Prima del torneo
- Bu Yunchaokete /  Tseng Chun-hsin → sostituiti da  Alibek Kačmazov /  Benjamin Lock

## Punti
| Evento    | V   | F   | SF  | QF | 2T   | 1T | Q    | Q2   | Q1   |
| Singolare | 250 | 165 | 100 | 50 | 25   | 0  | 13   | 7    | 0    |
| Doppio    | 250 | 150 | 90  | 45 | N.D. | 0  | N.D. | N.D. | N.D. |

## Montepremi
| Evento    | V         | F        | SF       | QF       | 2T       | 1T       | Q2      | Q1      |
| Singolare | 157 695 $ | 91 985 $ | 54 075 $ | 31 335 $ | 18 195 $ | 11 120 $ | 5 560 $ | 3 030 $ |
| Doppio*   | 54 780 $  | 29 310 $ | 17 180 $ | 9 600 $  | N.D.     | 5 660 $  | N.D.    | N.D.    |

*per team

## Campioni

### Singolare
Karen Chačanov ha sconfitto in finale  Gabriel Diallo con il punteggio di 6-2, 5-7, 6-3.
- È il settimo titolo in carriera per Chačanov, il secondo in stagione.

### Doppio
Rithvik Choudary Bollipalli /  Arjun Kadhe hanno sconfitto in finale  Nicolás Barrientos /  Skander Mansouri con il punteggio di 3-6, 7-6(3), [14-12].